# 高専ロボコン2010 激走! ロボ力車
高専ロボコン2010 激走! ロボ力車（こうせんろぼこん2010 げきそう ロボりきしゃ）は2010年に開催された23回目の高専ロボコンである。

## 概要
二足歩行ロボットが乗り物に乗った人をゴールまで運ぶ速さを競う。赤・青ゾーンに分かれ、タイムレースを行う。
競技課題の流れは次のようになっている。
1. 二足歩行
スタートゾーンからスタートしたロボットが、連結ゾーンまでの7500mmを二足歩行する。
2. 連結
ロボットが連結ゾーン内で待つ高専生の搭乗した乗り物と連結する。
3. 激走
連結ゾーンをスタートしたロボットは、方向転換をした後、乗り物を引き、ゴールを目指す。
4. 鍵
激走ゾーン内に設置された高さ2500mm の鍵穴（アクリル製樹脂リング）へ自作の鍵を差し込む。

## 主なロボットの制約
- 大きさ
  - ロボット

500mm×500mm 高さ1000mm の直方体のどの面からもロボットの一部がはみ出すこと
上限サイズは定められていないが、安全性の面から制限されることがある
変形後もこの条件を満たさなければならない
  - 乗り物

2000mm×2000mm以内 高さの制限は無い
- 重量

ロボット・乗り物ともに下限は定められていない
総重量（コントロールボックスや電源装置も含む）は50kg以下
- 動力源

ロボットに印加される電源の電圧は定格24V以下
高圧ガス（常温の温度においてゲージ圧力が1メガパスカル以上）や爆発物等、危険なエネルギーを用いてはならない
- 製作費

30万円以内（新規調達分のみ ただし、無線操縦など通信に関する装置・部品は除くことができる）
- 操作形態

ロボットは、無線・赤外線・可視光・音波を用いて操縦
使用できる無線方式は、ZigBee、Bluetooth、無線LAN及びラジコンのホビー用（地上・水上）、2.4GHz帯通信モデム

## 大会日程
本大会は下記の日程で地区大会、全国大会が行われた。

### 地区大会
| 地区       | 開催日   | 会場                                        | 主幹高専               |
| 東海北陸   | 10月3日  | スカイホール豊田                            | 豊田高専               |
| 東北       | 10月10日 | 秋田工業高等専門学校第1体育館               | 秋田高専               |
| 四国       | 10月10日 | 香川工業高等専門学校高松キャンパス第1体育館 | 香川高専高松キャンパス |
| 近畿       | 10月17日 | 舞鶴文化公園体育館                          | 舞鶴高専               |
| 九州沖縄   | 10月17日 | 久留米市みづま総合体育館                    | 久留米高専             |
| 北海道     | 10月24日 | 旭川工業高等専門学校第1体育館               | 旭川高専               |
| 関東甲信越 | 10月24日 | 駒沢オリンピック公園総合運動場体育館        | 都立産業技術高専       |
| 中国       | 10月31日 | 松江市総合体育館                            | 松江高専               |

### 全国大会
11月21日 両国国技館にて開催された。

## 大会結果

### 全国大会
11月21日 両国国技館にて開催
| ロボコン大賞                 | 仙台高専（名取キャンパス） Aruyo=Aruyo      |
| 優勝                         | 鹿児島高専 Rose Road                        |
| 準優勝                       | 和歌山高専 ウメンライダーW                  |
| アイデア賞                   | 奈良高専 隼                                 |
| 技術賞                       | 岐阜高専 Accel                              |
| デザイン賞                   | 熊本高専（八代キャンパス） スチームランナー |
| 激走賞                       | 松江高専 Homing                             |
| 特別賞（本田技研工業）       | 岐阜高専 Accel                              |
| 特別賞（電気事業連合会）     | 鶴岡高専 ぷりん☆Ａ！ＬＡもーど♡             |
| 特別賞（マブチモーター）     | 長野高専 メタリオット                       |
| 特別賞（安川電機）           | 群馬高専 Voiture                            |
| 特別賞（東京エレクトロンFE） | 熊本高専（八代キャンパス） スチームランナー |

最速タイムは鹿児島高専・和歌山高専・奈良高専の22秒。

鹿児島高専は初めての全国優勝、和歌山高専は3度目の準優勝となった。

## 放送

### 地区大会
- ローカル放送

11月13日にNHK総合にて各地区大会のローカル放送が行われた。
- 深夜放送

11月29日から12月4日までの間、NHK総合にて地区大会の深夜放送が行われた。順序は四国地区から始まり北海道地区、九州沖縄地区が最後。

### 全国大会
- 地上波版

12月4日にNHK総合にて放送された。再放送は12月12日。
- 完全版

12月25日にNHK BS2にて完全版として放送される予定。こちらは全試合の模様が扱われる。再放送は2011年1月3日。